# 渋谷区立西原小学校
渋谷区立西原小学校（しぶやくりつ にしはらしょうがっこう）は、東京都渋谷区西原二丁目にある公立小学校。

## 概要
学校は京王新線の幡ヶ谷駅の南方向へ徒歩約7分、小田急線の代々木上原駅の北方向へ徒歩約9分に位地し、住宅地の中に公道が西側に面した平静な所にある。
西原小学校は、1928年（昭和3年）、東京府豊多摩郡西原尋常小学校として開設された。

## 沿革
- 1928年（昭和3年）4月1日、東京府豊多摩郡西原尋常小学校開校。
- 1929年（昭和4年）4月1日、高等科を併設し東京府豊多摩郡西原尋常高等小学校と改称。
- 1935年（昭和10年）4月1日、高等科児童全員を代々木高等小学校へ移管。
- 1944年（昭和19年）8月18日、静岡県伊東町に第一次学童集団疎開、後に青森県へ再疎開。
- 1945年（昭和20年）
  - 4月14日、富山県栃波郡盤若村に第二次学童集団疎開。
  - 11月5日、集団疎開より復帰、代々木国民学校校舎を借用し授業。
- 1948年（昭和23年）3月23日、校舎竣工し代々木中学校より移転。
- 1973年（昭和48年）4月１日、新校舎落成。
- 1987年（昭和62年）3月10日、渋谷区奨励校に指定され国語研究発表。
- 1990年（平成2年）1月26日、渋谷区研究推進校に指定。
- 2002年（平成14年）8月31日、体育館の耐震工事完了。
- 2004年（平成16年）2月6日、渋谷区教育委員会研究推進校に指定され研究発表。
- 2005年（平成17年）1月27日、渋谷区教育委員会研究推進校に指定され研究発表。
- 2008年（平成20年）1月25日、渋谷区教育委員会研究推進校に指定され研究発表。
- 2010年（平成22年）3月25日、渋谷区教育委員会研究推進校に指定。
- 2012年（平成24年）3月25日、渋谷区教育委員会研究推進校に指定。

### 建て替え計画
渋谷区は2022年（令和4年）、教育目標や長寿命化計画を踏まえ、「未来の学校のコンセプト」と「新しい学校施設整備に当たっての考え方」の概要をまとめ、「渋谷区新しい学校づくり整備方針（2023年3月）、渋谷区立小学校と中学校の建て替えロードマップ」を発表した。
- 工事期間（解体1年、建築2年） - 2032年度（令和14年）〜 2034年度（令和16年）

## 教育方針
教育目標」
人権尊重の精神や生命に対する畏敬の念を培い、よりよい自分や社会をつくろうとする自己形成力をもち、生涯を通して学び続けることのできる心豊かでたくましい子供を育てる。
「実行する子ども、よく考えて、進んで学習する」「思いやりのある子ども、相手の気持を考える」「健康な子ども、外で元気に遊ぶ」
小学校の児童数と教員数
| 年度     | 児童総数 | 1年生 | 2年生 | 3年生 | 4年生 | 5年生 | 6年生 | 教員数 | 職員数 |
| -------- | -------- | ----- | ----- | ----- | ----- | ----- | ----- | ------ | ------ |
| 平成23年 | 576人    | 95人  | 102人 | 104人 | 83人  | 99人  | 93人  | 28人   | 10人   |
| 平成24年 | 571人    | 95人  | 93人  | 97人  | 105人 | 82人  | 99人  | 26人   | 10人   |
| 平成25年 | 545人    | 92人  | 94人  | 95人  | 89人  | 102人 | 73人  | 26人   | 8人    |
| 平成26年 | 545人    | 77人  | 91人  | 92人  | 95人  | 91人  | 99人  | 27人   | 8人    |
| 平成27年 | 547人    | 97人  | 80人  | 93人  | 95人  | 92人  | 90人  | 30人   | 8人    |
| 平成28年 | 560人    | 108人 | 95人  | 80人  | 89人  | 97人  | 91人  | 30人   | 5人    |
| 平成29年 | 545人    | 85人  | 108人 | 90人  | 78人  | 87人  | 97人  | 28人   | 4人    |
| 平成30年 | 551人    | 107人 | 85人  | 103人 | 92人  | 76人  | 88人  | 28人   | 4人    |
| 令和元年 | 555人    | 97人  | 101人 | 84人  | 106人 | 90人  | 77人  | 27人   | 5人    |
| 令和2年  | 613人    | 136人 | 90人  | 103人 | 86人  | 105人 | 93人  | 29人   | 6人    |
| 令和3年  | 601人    | 86人  | 137人 | 87人  | 102人 | 87人  | 102人 | 29人   | 5人    |
| 令和4年  | 608人    | 105人 | 87人  | 136人 | 89人  | 101人 | 90人  | 31人   | 5人    |
| 令和5年  | 613人    | 104人 | 106人 | 82人  | 133人 | 89人  | 99人  | 33人   | 4人    |

## 通学区域
子供が通学する学校は、住所により指定されている、また、2004年（平成16年）から学校選択希望制を導入しており、入学を希望する学校を選べる。学校選択希望制は、現行の通学区域を維持したうえで、通学区域外の学校を希望することが出来る制度で、特色のある学校づくりや地域に開かれた学校づくりを推進し、区民から選ばれる学校づくり等を図る。
住所別通学区域
| 西原一丁目 - 三丁目 | 大山町             | 幡ヶ谷一丁目       | 幡ヶ谷二丁目                              |
| ------------------- | ------------------ | ------------------ | ----------------------------------------- |
| 全域                | 1 - 8番、12 - 47番 | 1 - 9番、13 - 34番 | 1 - 19番、39 - 42番 44番、46 - 48番、50番 |

通学区域では調整区域を設けている、通学の距離等を考慮し保護者の申請により指定校の変更が出来る区域。
調整区域
| 希望校     | 指定校     | 町丁名 | 番                 |
| ---------- | ---------- | ------ | ------------------ |
| 上原小学校 | 西原小学校 | 大山町 | 1 - 8番、12 - 17番 |

## 進学先中学校
中学校の学校別通学区域は、住所により指定されている。
学校別通学区域
| 代々木中学校 | 上原中学校     | 笹塚中学校                                                                               |
| --- | -------------- | ---------------------------------------------------------------------------------------- |
| 西原一丁目 - 三丁目全域 大山町1 - 8番、12 - 47番 幡ヶ谷一丁目1 - 9番、13 - 34番 幡ヶ谷二丁目1 - 19番、39 - 42番 44番、46 - 48番、50番 | 大山町9 - 11番 | 幡ヶ谷一丁目10 - 12番 幡ヶ谷二丁目20 -38番、43番、45番、49番、51 - 56番 幡ヶ谷三丁目全域 |

## 交通
鉄道
- 京王新線 - 幡ヶ谷駅、南口より徒歩約7分。
- 小田急小田原線・東京メトロ千代田線 - 代々木上原駅、西口より徒歩約9分。

## 著名な出身者
- 平沼赳夫 - 政治家
- 吉永小百合 - 女優
- 仲雅美 - 俳優　歌手
- 土岐麻子 - 歌手
- 和田唱 - 歌手（TRICERATOPS ボーカル・ギター）
- 川口大輔 - 作曲家
- 田中真弓 - 声優
- 松元崇 - 内閣府事務次官
- 今野哲治（俳優）
- 福田秀憲（Bリーグしながわシティコーチ）

## ギャラリー

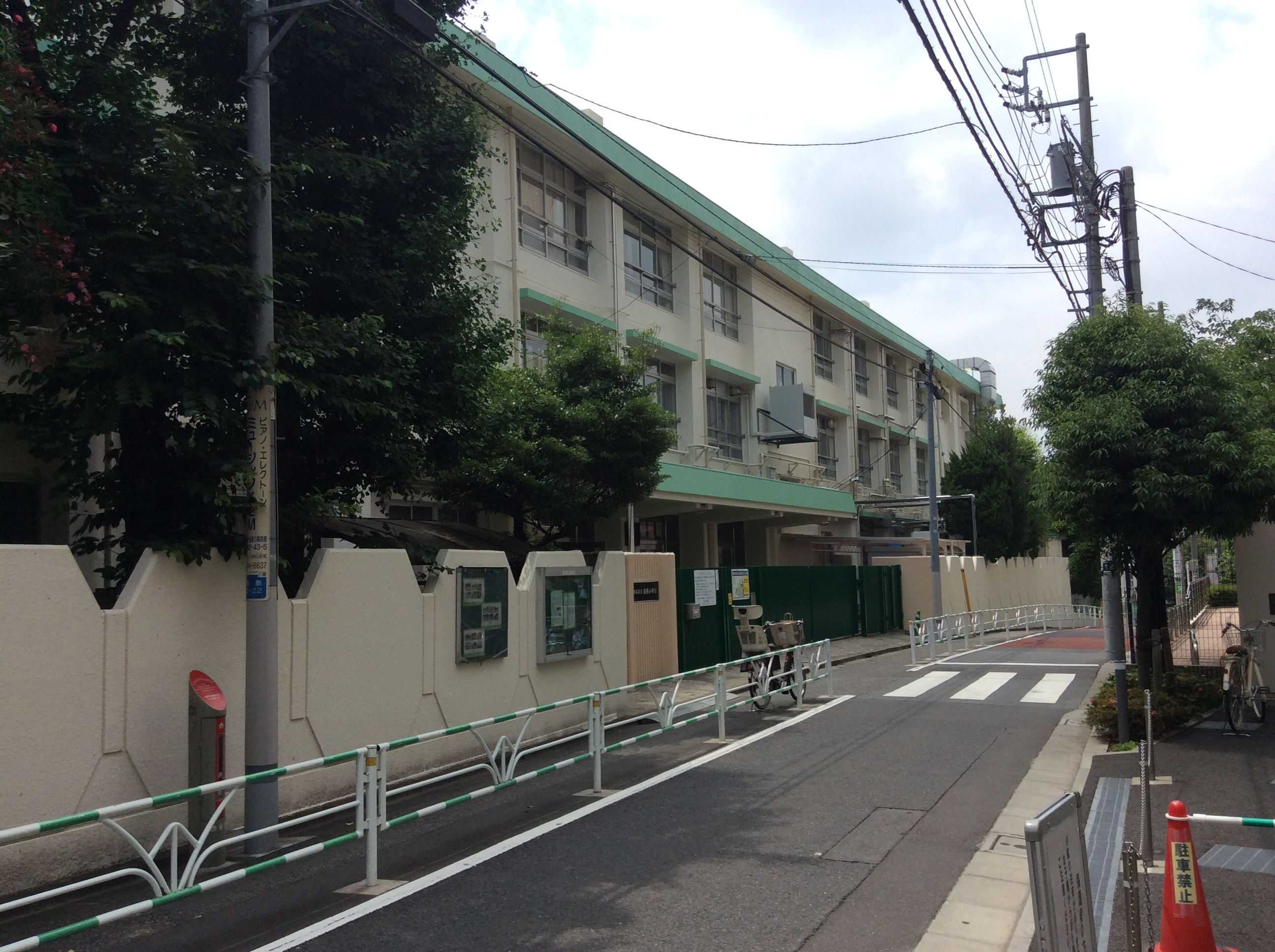
公道北側より校舎を見る（2015年6月13日撮影）
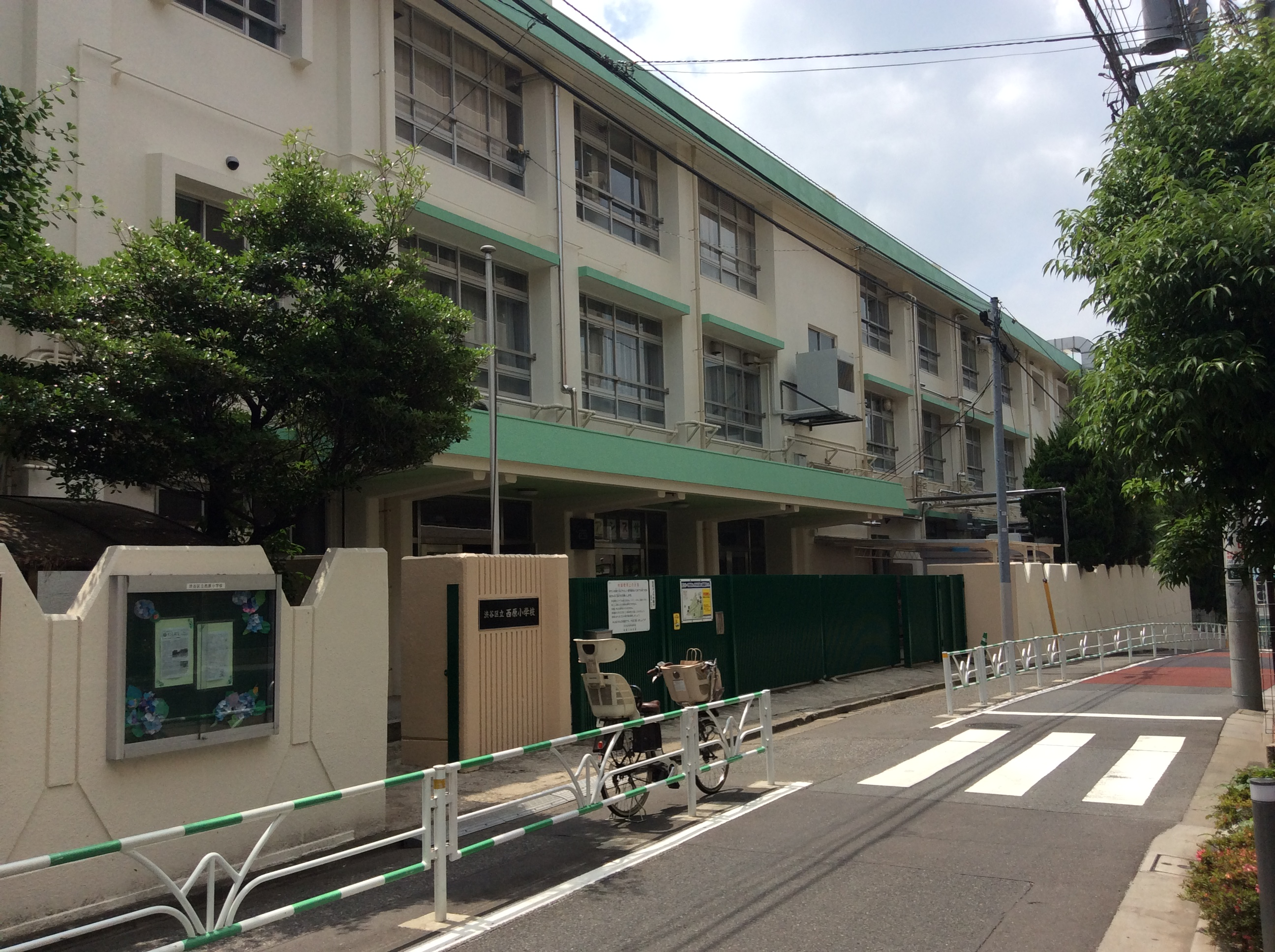
公道北側より校舎を見る（2015年6月13日撮影）
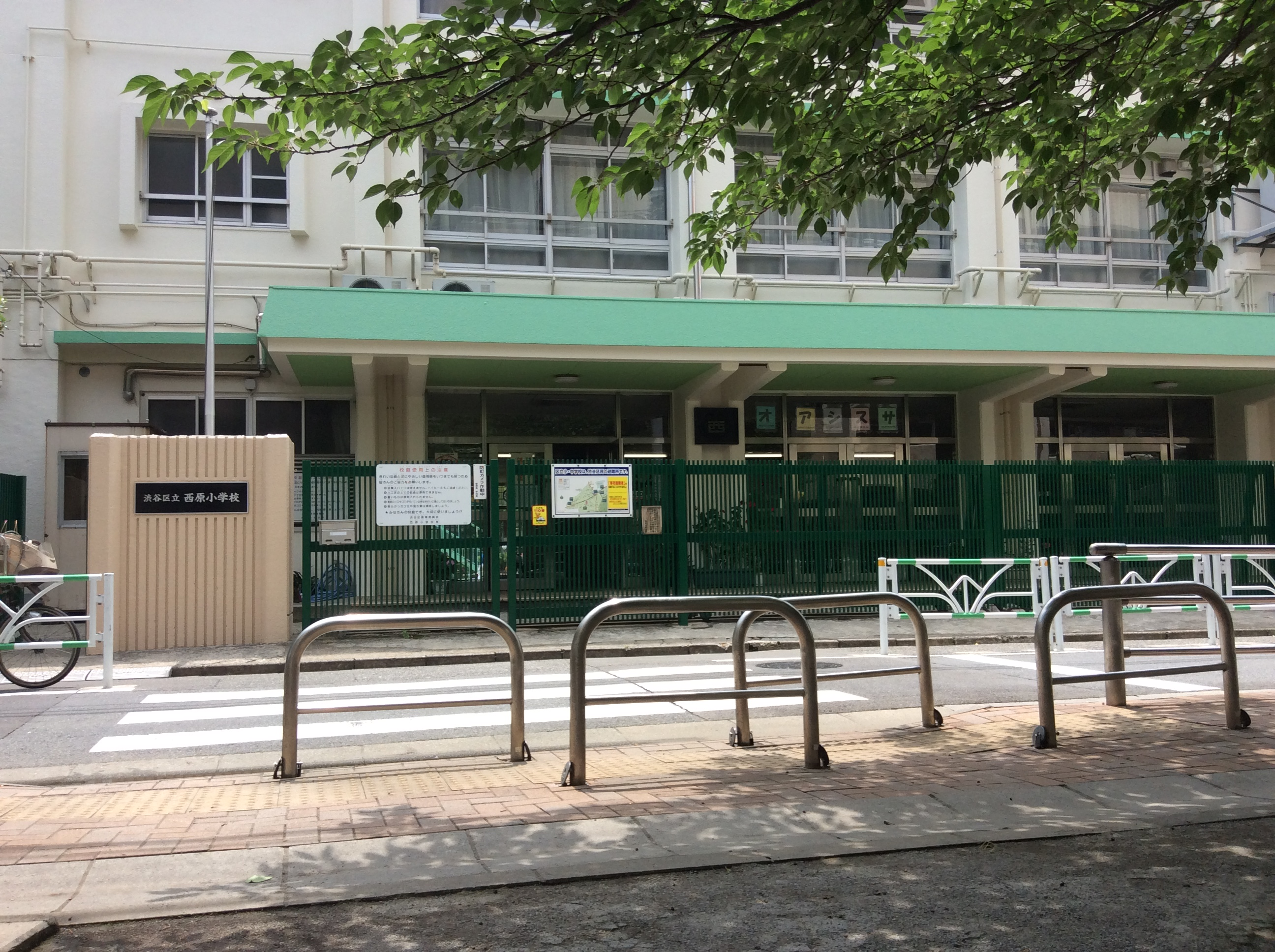
公道より正門を見る（2015年6月13日撮影）
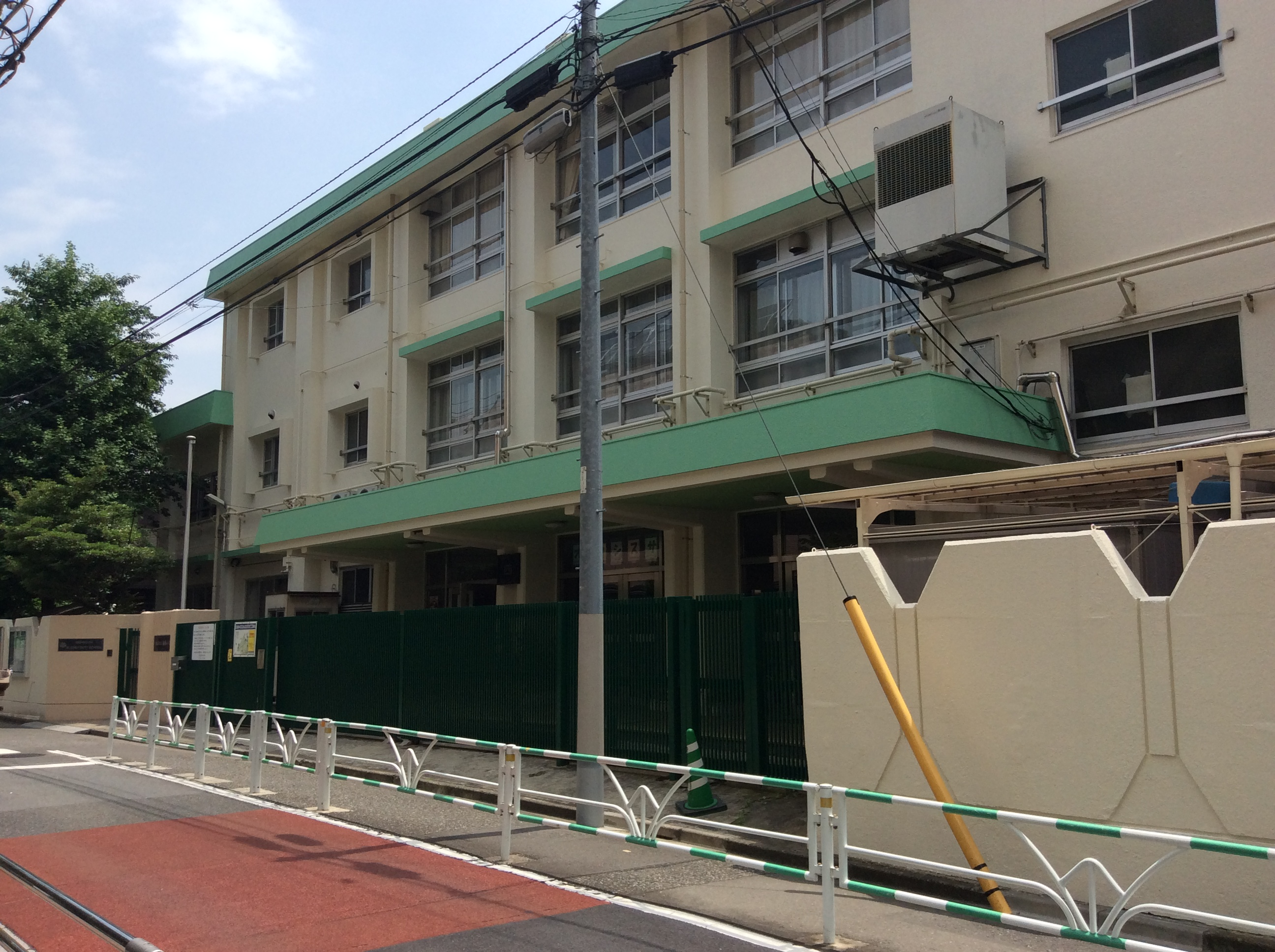
公道南側より校舎を見る（2015年6月13日撮影）
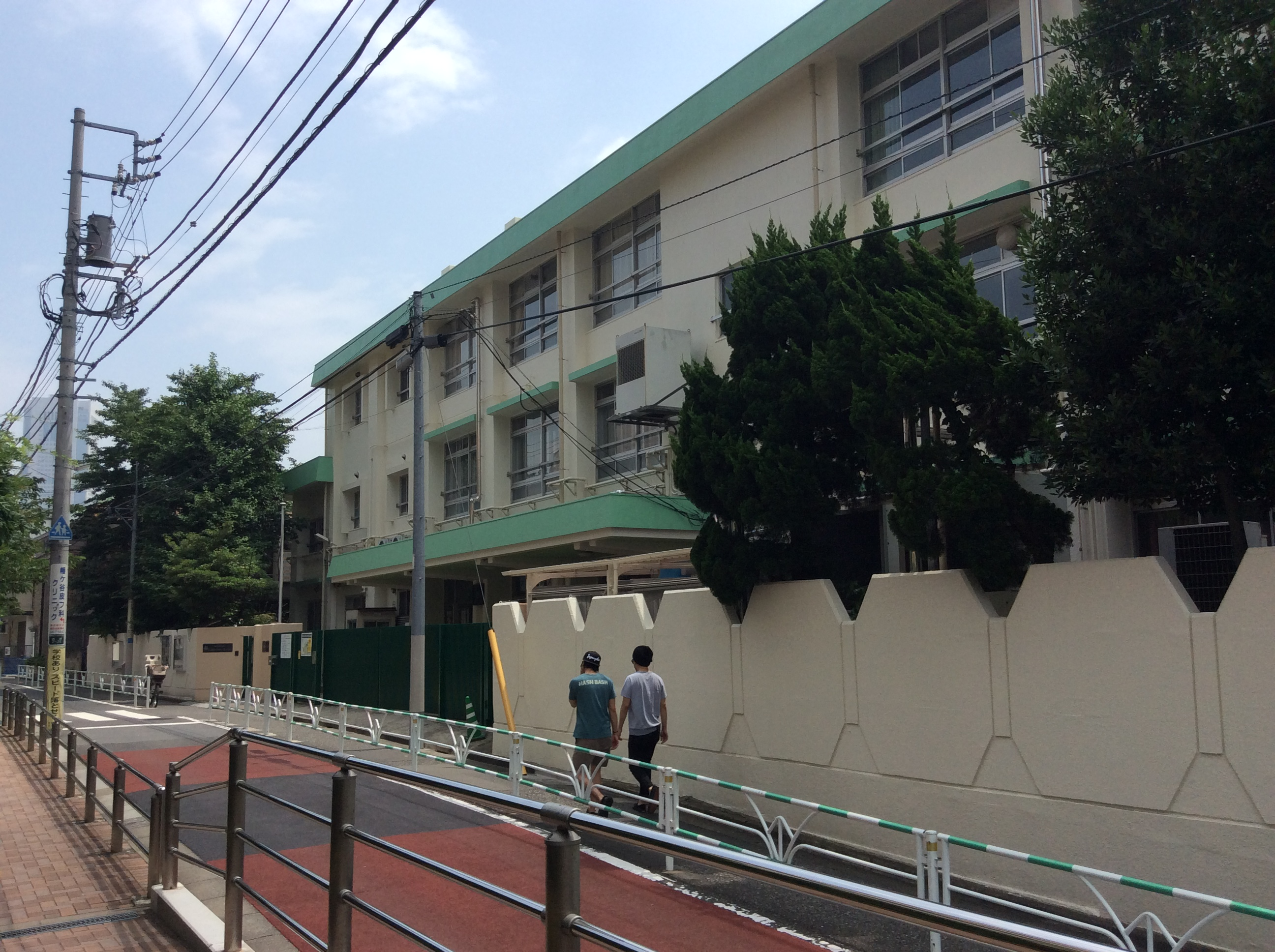
公道南側より校舎を見る（2015年6月13日撮影）